# مشروب محلى

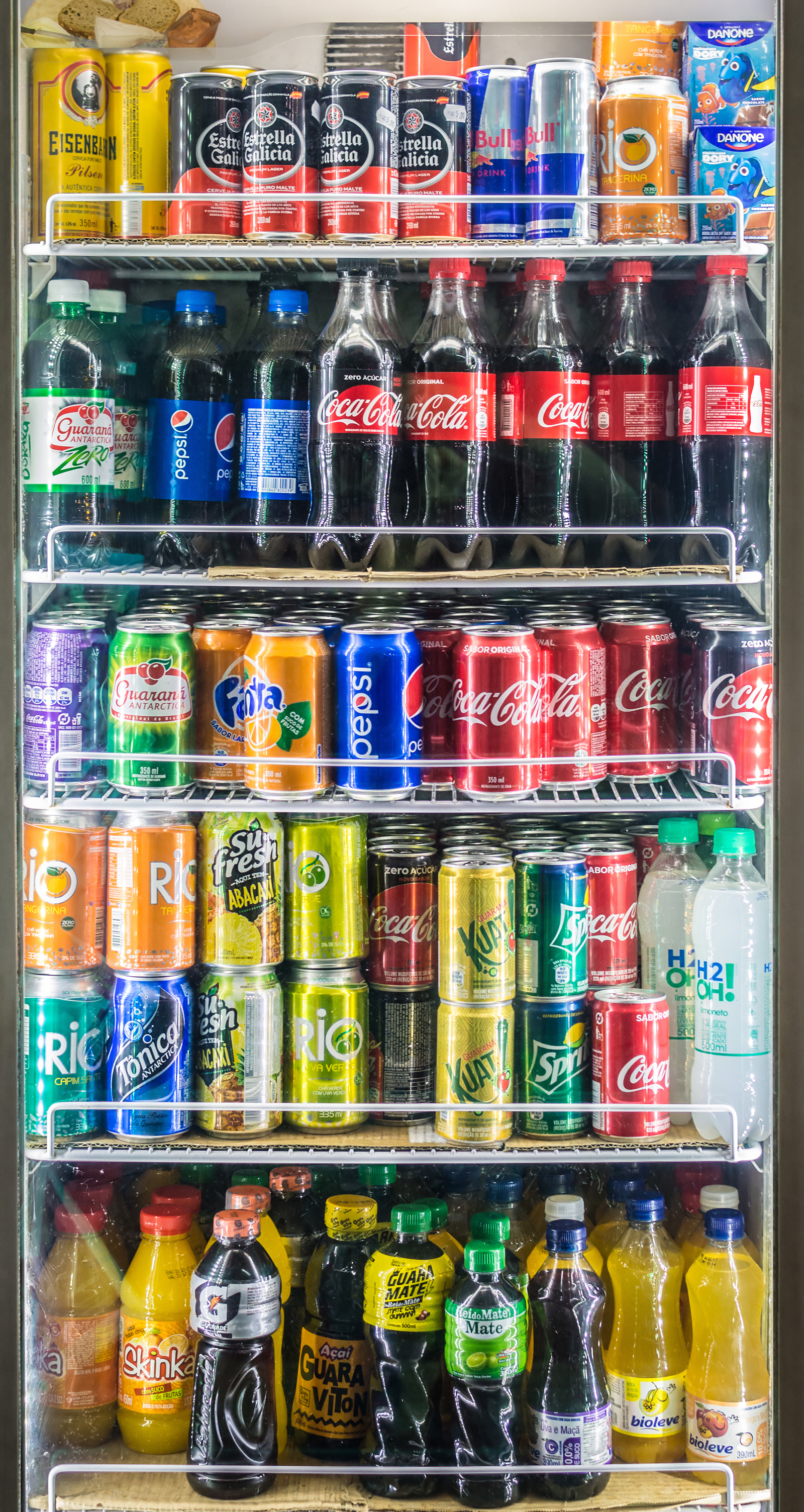
مشروبات غازية معروضة على رفوف في سوبرماركت وولورث في البرازيل

المشروبات المحلاة بالسكر هي مشروبات تحتوي على سكر مضاف. وقد تم وصفها بأنها "حلوى سائلة". تشمل السكريات المضافة السكر البني، محلي الذرة، شراب الذرة، الدكستروز (المعروف أيضًا باسم الجلوكوز)، الفركتوز، شراب الذرة عالي الفركتوز، العسل، السكر المقلوب (خليط من الفركتوز والجلوكوز)، اللاكتوز، شراب الشعير، المالتوز، دبس السكر، السكر الخام، السكروز، تريهالوز، وسكر توربينادو. لا تعتبر السكريات الموجودة طبيعيًا، مثل تلك الموجودة في الفاكهة أو الحليب، سكريات مضافة. تشمل السكريات الحرة السكريات الأحادية والسكريات الثنائية التي يتم إضافتها إلى الأطعمة والمشروبات من قبل المصنع أو الطاهي أو المستهلك، وكذلك السكريات الموجودة طبيعيًا في العسل والشرابات وعصائر الفاكهة ومركزات عصائر الفاكهة.
يرتبط استهلاك المشروبات المحلاة بالسكر بزيادة الوزن وزيادة خطر الوفاة بسبب أمراض القلب والأوعية الدموية. وفقًا لمراكز السيطرة على الأمراض والوقاية منها، يرتبط استهلاك المشروبات المحلاة أيضًا بسلوكيات غير صحية مثل التدخين، عدم الحصول على قسط كافٍ من النوم والتمارين الرياضية، وتناول الوجبات السريعة بشكل متكرر وعدم تناول الفواكه بانتظام.
المشروبات المحلاة صناعيًا (ASB) تُعرف بأنها تلك التي تحتوي على محليات غير غذائية ويتم تسويقها كبديل للمشروبات المحلاة بالسكر. على غرار المشروبات المحلاة بالسكر، ترتبط بزيادة الوزن وزيادة خطر الوفاة بسبب أمراض القلب والأوعية الدموية.

## انتشار استهلاك المشروبات المحلاة
كان البشر يشربون المشروبات المحلاة لآلاف السنين في شكل عصير الفاكهة، الميد، والنبيذ المحلى. تم توثيق مشروب الليمون المحلى بالسكر لأول مرة في مصر بين القرنين العاشر والثالث عشر. تم تطوير الشوكولاتة الساخنة المحلاة في أوروبا في القرن السابع عشر. تم وصف الزيادة في استهلاك المشروبات المحلاة على مدى العقود القليلة الماضية بأنها مشكلة صحية عالمية، ولكنها واضحة بشكل خاص في الولايات المتحدة، حيث نشأت العديد من المشروبات الحديثة مثل الصودا. في الولايات المتحدة، تعد المشروبات المحلاة مثل معظم الصودا النوع الأكثر استهلاكًا من الأطعمة التي تحتوي على سكر مضاف، وهي تمثل حوالي ثلث إجمالي استهلاك السكريات المضافة (حوالي النصف إذا تم احتسابها مع عصير الفاكهة؛ حوالي ضعف الكمية التي يتم الحصول عليها من فئات "الحلويات" و"الحلوى").  تمثل حوالي 7% من إجمالي السعرات الحرارية المتناولة، حيث يمكن أن تصل إلى 15% لدى الأطفال، وقد تم وصفها بأنها "أكبر مصدر غذائي فردي للسعرات الحرارية في النظام الغذائي الأمريكي". ازداد استهلاك المشروبات المحلاة في الولايات المتحدة منذ السبعينيات، مما يمثل جزءًا كبيرًا (ربما يصل إلى النصف) من الزيادة في السعرات الحرارية المتناولة بين الشعب الأمريكي. تشير بعض الأبحاث الأكثر حداثة إلى أن استهلاك السكر المضاف في الولايات المتحدة بدأ في الانخفاض في القرن الحادي والعشرين، بسبب انخفاض مرتبط في استهلاك المشروبات المحلاة، والذي تم تشجيعه من خلال مبادرة التوعية الصحية الحكومية وبرامج أخرى.
في عام 1999، بلغ استهلاك السكر في الولايات المتحدة ذروته عند ما يقرب من نصف رطل للفرد يوميًا، ولكنه انخفض منذ ذلك الحين. انخفض استهلاك شراب الذرة عالي الفركتوز (HFCS)، والذي بلغ في عام 1999 أكثر من 65 رطلًا للفرد سنويًا، إلى حد كبير في شكل مشروبات محلاة بالسكر، إلى 39.5 رطلًا بحلول عام 2021.
وفقًا لمراكز السيطرة على الأمراض، وجد استطلاع نظام مراقبة عوامل الخطر السلوكية أن 30.1% من البالغين الأمريكيين يستهلكون مشروبًا محلى بالسكر على الأقل يوميًا.

## الآثار الصحية للمشروبات المحلاة بالسكر
هناك ارتباط بين زيادة استهلاك المشروبات المحلاة وزيادة الوزن المؤدية إلى السمنة، أمراض القلب التاجية، السكري، أمراض الكبد، تسوس الأسنان، والنقرس.
يمكن أن يقلل تقليل استهلاك المشروبات المحلاة بالسكر من خطر زيادة الوزن غير الصحية لدى البالغين. قامت منظمة الصحة العالمية (WHO) بتطوير إرشادات حول السكريات الحرة، بناءً على تأثير تناول السكريات الحرة على زيادة الوزن والمشاكل السنية.  بالنسبة لنظام غذائي عادي السعرات الحرارية، يجب أن تكون السعرات الحرارية من السكريات المضافة أقل من 10% من الحد اليومي للسعرات الحرارية. ترتبط العادات الغذائية التي تشمل كمية أقل من السكريات المضافة، والتي يمكن أن تكون من خلال تقليل تناول المشروبات المحلاة، بانخفاض خطر الإصابة بأمراض القلب والأوعية الدموية لدى البالغين، وتشير الأدلة المعتدلة إلى أن هذه الأنماط الغذائية مرتبطة بانخفاض خطر الإصابة بالسمنة، السكري من النوع الثاني، وبعض أنواع السرطان لدى البالغين.

### السمنة
بجانب زيادة انتشار السمنة، زاد استهلاك الكربوهيدرات، وخاصة في شكل سكريات مضافة. تساهم المشروبات المحلاة بالسكر في الكثافة الطاقية الإجمالية للأنظمة الغذائية.
هناك علاقة بين شرب المشروبات المحلاة بالسكر وزيادة الوزن أو الإصابة بالسمنة. تظهر المشروبات المحلاة بالسكر قيم شبع أقل لنفس السعرات الحرارية مقارنة بالأطعمة الصلبة، مما قد يؤدي إلى استهلاك المزيد من السعرات الحرارية. وجدت مراجعة عام 2023 أن استهلاك المشروبات المحلاة يعزز ارتفاع مؤشر كتلة الجسم ووزن الجسم لدى كل من الأطفال والبالغين.

### صحة الفم
يمكن أن تتضرر صحة الفم بسبب المشروبات المحلاة بالسكر، وخاصة بسبب التآكل الحمضي وتسوس الأسنان. يؤدي تكرار استهلاك المشروبات المحلاة بالسكر إلى تسوس الأسنان، والذي يحدث عندما تقوم بكتيريا Streptococcus الموجودة في البلاك باستقلاب السكر، مما يؤدي إلى إطلاق أحماض مختلفة كنفايات. تقوم هذه الأحماض بخفض درجة حموضة اللعاب وتذويب المينا.
التآكل الحمضي هو فقدان مينا الأسنان بسبب الهجوم الحمضي. عند استهلاك المشروبات الغازية المحلاة بالسكر، يتلامس الحمض مع الأسنان، مما يهاجم المينا. مع مرور الوقت، يتآكل المينا، مما يؤدي إلى تسوس الأسنان. يبدأ تآكل مينا الأسنان عند درجة حموضة 5.5، وتلعب المكونات الموجودة في المشروبات المحلاة بالسكر مثل حمض الفوسفوريك وحمض الستريك دورًا كبيرًا في إزالة المعادن من المينا.
تم ربط استهلاك المشروبات الرياضية ومشروبات الطاقة بتلف الأسنان. هذا شائع بشكل خاص لدى المراهقين الذين يستهلكون حوالي 30-50% من المشروبات المتوفرة في السوق. تشير الدراسات إلى أن مشروبات الطاقة قد تسبب ضعف الضرر الذي تسببه المشروبات الرياضية للأسنان. يسبب حمض الستريك، الموجود في العديد من المشروبات المحلاة بالسكر، إزالة المينا.
تحتوي عصائر الفاكهة بشكل عام على كميات أقل من السكر مقارنة بالمشروبات الغازية المحلاة بالسكر. تختلف مستويات الحموضة في عصائر الفاكهة، حيث تحتوي العصائر القائمة على الحمضيات على أدنى مستويات الأس الهيدروجيني، مما يؤدي إلى زيادة خطر الإصابة بالتسوس عند تعرض المينا.

### مرض السكري من النوع الثاني
هناك علاقة بين استهلاك المشروبات المحلاة بالسكر وخطر الإصابة بمرض السكري من النوع الثاني. من غير المرجح أن يكون السكر هو السبب المباشر لمرض السكري من النوع الثاني. من المرجح أن زيادة الوزن الناتجة عن استهلاك المشروبات المحلاة بالسكر هي التي تزيد من خطر الإصابة بمرض السكري من النوع الثاني.
في عام 2017، ذكرت 15 منظمة وطنية بما في ذلك الجمعية الأمريكية للسرطان، جمعية القلب الأمريكية، والجمعية الطبية الأمريكية أن "المشروبات السكرية هي مساهم رئيسي في زيادة معدلات مرض السكري من النوع الثاني وأمراض القلب".

### أمراض الكلى
تم ربط استهلاك السكر بالزيادة في انتشار مرض الكلى المزمن في الولايات المتحدة. يرتبط السكر الغذائي بعوامل خطر الإصابة بمرض الكلى المزمن، وتشير البيانات من الدراسات الحيوانية إلى أن استهلاك السكر يؤثر على خطر الإصابة بأمراض الكلى. تم إجراء الدراسات مع مجموعة متنوعة من الأشخاص لمراعاة العمر، الجنس، الأنظمة الغذائية، الخيارات الحياتية، النشاط البدني، التدخين، مستوى التعليم، والحالة الصحية. كما تضمنت التجارب مجموعة متنوعة من تواتر الاستهلاك، تتراوح من كوب واحد إلى أكثر من سبعة أكواب من المشروبات المحلاة بالسكر أسبوعيًا.

### السرطان
لا يوجد دليل على أن المشروبات المحلاة هي سبب مباشر للسرطان. هناك علاقة غير مباشرة بين استهلاك المشروبات المحلاة بالسكر وزيادة خطر الإصابة بالسرطان المرتبط بالسمنة. ترتبط هذه المشروبات بزيادة خطر الإصابة بالسرطان من خلال ارتباطها بزيادة وزن الجسم. ذكر الصندوق العالمي لأبحاث السرطان أن "هناك أدلة قوية على أن شرب المشروبات المحلاة بالسكر بانتظام يمكن أن يسبب زيادة الوزن مما قد يؤدي إلى الإصابة بالعديد من أنواع السرطان".

### إدمان السكر
في دراسة عام 2017، تم تحدي فكرة إدمان السكر. قامت الدراسة بفحص عينة من 1495 مشاركًا بشريًا لتحديد ما إذا كانت الأطعمة التي تحتوي بشكل رئيسي على السكر تسبب مشاكل "تشبه الإدمان" والتي تلبي معايير الدليل التشخيصي والإحصائي للاضطرابات النفسية للإدمان على المواد. كما بحثت الدراسة ما إذا كان الاعتماد المحتمل على السكر مرتبطًا بوزن الجسم والتأثير السلبي مثل الاكتئاب. كشفت النتائج أن غالبية المشاركين عانوا من عرض واحد على الأقل من أعراض الاعتماد على الطعام للأطعمة المالحة عالية الدهون (30%) والحلوة عالية الدهون (25%) بينما عانى أقلية فقط من مثل هذه المشاكل للأطعمة قليلة الدهون/المالحة (2%) والأطعمة التي تحتوي بشكل رئيسي على السكر (5%). علاوة على ذلك، بينما ارتبطت أعراض تشبه الإدمان للأطعمة المالحة عالية الدهون والحلوة عالية الدهون بزيادة الوزن، لم يتم العثور على هذا الارتباط في الأطعمة التي تحتوي بشكل رئيسي على السكر. وبالتالي، أشارت النتائج إلى أن الأطعمة السكرية لها دور ضئيل في المساهمة في الاعتماد على الطعام وزيادة خطر زيادة الوزن.

### استهلاك الحليب مقابل استهلاك المشروبات المحلاة
أظهرت الأبحاث أنه عندما يُعطى الأطفال في سن المدرسة (3-7 سنوات) الخيار بين اختيار الحليب أو المشروبات المحلاة في وقت الغداء، يميلون إلى اختيار المشروبات المحلاة. هذا له آثار صحية كبيرة على الأطفال، حيث أن التغذية ضرورية للنمو السليم. أظهرت الدراسات أن المشروبات المحلاة بالسكر تحل محل العناصر الغذائية المهمة مثل الحديد والكالسيوم مما يؤدي إلى حالات نقص. على سبيل المثال، يمكن أن يؤدي نقص الحديد إلى تأخر النبضات العصبية. الأطفال الذين لا يستهلكون الكمية المناسبة من الكالسيوم في وجباتهم اليومية يكون استهلاكهم للكالسيوم أقل مع تقدمهم في العمر. على النقيض من ذلك، مع تقدمهم في العمر، يزداد تناولهم للمشروبات المحلاة. العديد من الأطفال يصبحون غير قادرين على تحمل الحليب، ونسبة كبيرة منهم لا يحبون طعم الحليب. المستويات غير الكافية من الكالسيوم خلال فترة المراهقة هي مقدمة لهشاشة العظام وحتى السمنة في بعض الحالات. يمكن أن يؤثر استهلاك الأمهات للحليب على استهلاك الأطفال. أظهرت دراسة أجريت على فتيات في سن التاسعة واستهلاك الكالسيوم أن أولئك الذين استوفوا متوسط الكمية الموصى بها (AI) للكالسيوم استهلكوا ما يقرب من ضعف كمية الحليب وكان استهلاكهم للمشروبات المحلاة أقل (18%) وكانت أمهاتهم يشربن الحليب بشكل أكثر تكرارًا من أولئك الذين كانوا أقل من الكمية الموصى بها للكالسيوم.

### أخرى
يرتبط ارتفاع استهلاك المشروبات المحلاة بالسكر بزيادة خطر الإصابة بمرض حصوات المرارة، ارتفاع ضغط الدم، الوفيات الناجمة عن جميع الأسباب وأمراض القلب والأوعية الدموية (CVD).

## الآثار الصحية للمشروبات المحلاة صناعيًا
تم إدخال بديل السكر (NNSs) إلى السوق في المشروبات غير المحتوية على سعرات حرارية مثل الصودا الدايت. هذه المحليات الصناعية أصبحت شائعة بسبب الطلب المتزايد على بدائل للمشروبات المحلاة بالسكر. ارتفع استهلاك المشروبات المحلاة صناعيًا (ASBs) التي تحتوي على محليات غير غذائية منخفضة السعرات الحرارية في جميع أنحاء العالم في السنوات الأخيرة، مع تقارير تفيد بأن حوالي 30% من البالغين و15% من الأطفال في الولايات المتحدة استهلكوها بين عامي 2007 و2008.
ذكرت الجمعية الأمريكية للسرطان ومركز قانون الصحة العامة أن "على الرغم من أن الحكومة الفيدرالية واللجان الخبرية قد اعتبرت بعض المحليات الصناعية آمنة من منظور سلامة الغذاء، إلا أن العلم ليس قاطعًا عندما يتعلق الأمر بالآثار الصحية الأخرى لشرب المشروبات المحلاة صناعيًا". في عام 2023، نشرت منظمة الصحة العالمية إرشادات جديدة حول المحليات الصناعية تنصح بعدم استخدامها للتحكم في وزن الجسم أو تقليل خطر الإصابة بالأمراض غير المعدية. خلصت إلى أن استبدال المحليات السكرية بالمحليات الصناعية لم يعزز فقدان الوزن على المدى الطويل لدى البالغين والأطفال.
تم إجراء دراسات وبائية لمعرفة ما إذا كانت المشروبات المحلاة صناعيًا تشكل خطرًا للإصابة بأمراض معينة. بسبب قدرتها على فصل الإحساس بالحلاوة عن تناول السعرات الحرارية عبر التغيرات الهرمونية، قد تزيد من الشهية وتعزز استهلاك كميات أكبر من الطعام وزيادة الوزن. وجدت الدراسات نتائج صحية سلبية مختلفة مرتبطة بالمشروبات المحلاة صناعيًا، بما في ذلك زيادة الوزن، السمنة وزيادة خطر الإصابة بارتفاع ضغط الدم ومرض السكري من النوع الثاني.
يرتبط ارتفاع استهلاك المشروبات المحلاة صناعيًا بزيادة خطر الوفيات الناجمة عن جميع الأسباب وأمراض القلب والأوعية الدموية (CVD).
ذكر المعهد الوطني للسرطان، مجلس السرطان الأسترالي وأبحاث السرطان في المملكة المتحدة أنه لا يوجد دليل مقنع على أن المحليات الصناعية تسبب السرطان.

## التأثيرات على استهلاك الأطفال للمشروبات
تتشكل تفضيلات الذوق والسلوكيات الغذائية لدى الأطفال في سن مبكرة من خلال عوامل مثل عادات الوالدين والإعلانات.
قارنت إحدى الدراسات ما يفكر فيه الوالدان والأطفال عند اختيار المشروبات. في الغالب، فكر الوالدان فيما إذا كانت المشروبات تحتوي على سكر، كافيين، وإضافات غذائية. ذكر بعض الأطفال الذين تتراوح أعمارهم بين 7 و10 سنوات أيضًا "الإضافات" و"الكافيين"، وهي مصطلحات قد تكون غير مألوفة لهم. أظهر هذا إمكانية تأثير الوالدين على قرارات أطفالهم فيما يتعلق باختيار الطعام والسلوكيات الغذائية.
على الرغم من أن العديد من العوامل تساهم في السلوكيات الغذائية واختيارات الطعام لدى الأطفال، إلا أن الإعلانات الغذائية ووسائل الإعلام هي أيضًا عوامل مهمة يجب مراعاتها. تشمل تأثيرات التسويق والإعلام الإعلانات التلفزيونية، التسويق داخل المدارس، وضع المنتجات، أندية الأطفال، الإنترنت، الألعاب والمنتجات ذات الشعارات التجارية، والترويجات الموجهة للشباب. يستهدف المسوقون الأطفال والمراهقين بشكل كبير كعملاء بسبب مقدار الأموال التي ينفقونها سنويًا، وتأثيرهم على مشتريات الأغذية المنزلية، ومستقبلهم كعملاء بالغين. تم تقدير أن المراهقين الأمريكيين ينفقون 140 مليار دولار سنويًا. بالإضافة إلى ذلك، ينفق الأطفال دون سن 12 عامًا 25 مليار دولار أخرى وقد يكون لديهم القدرة على التأثير على إنفاق آخر يصل إلى 200 مليار دولار سنويًا. على الرغم من وجود دراسات محدودة حول تأثيرات الإعلانات الغذائية على استهلاك الطعام الفعلي، خلصت مراجعة أدبية إلى أن الأطفال المعرضين للإعلانات سيختارون المنتجات الغذائية المعلن عنها، سيحاولون التأثير على مشتريات الوالدين للطعام، وسيطلبون علامات تجارية محددة، كل ذلك بمعدلات أعلى مقارنة بالأطفال غير المعرضين للإعلانات.

## تدخلات الصحة العامة
نصحت منظمة الصحة العالمية بتقليل تناول السكريات الحرة، مثل السكريات الأحادية والثنائية التي يتم إضافتها إلى المشروبات من قبل المصنعين أو الطهاة أو المستهلكين. توصي جمعية السمنة بتقليل تناول الأطفال للمشروبات المحلاة بالسكر.
تشمل الجهود المبذولة لتقليل استهلاك المشروبات المحلاة بالسكر والسمنة كل من العقوبات المالية والحد من التعرض للمشروبات المحلاة بالسكر.
يقدر الاقتصاديون أن زيادة أسعار المشروبات المحلاة بالسكر بنسبة 10% ستقلل من استهلاك المشروبات المحلاة بالسكر بنسبة 12%. خلص خبراء عالميون في السياسات المالية إلى أن زيادة بنسبة 20% على الأقل في ضرائب المشروبات المحلاة بالسكر ستؤدي إلى انخفاض متناسب في الاستهلاك. تستهدف حلول أخرى الأطفال، مع التركيز على منع المشروبات المحلاة بالسكر في ممتلكات المدارس/ الرعاية اللاحقة، بما في ذلك آلات البيع والغداء. يتم أيضًا النظر في الحد من المشروبات المحلاة بالسكر في مكان العمل. علاوة على ذلك، يتم التواصل مع شركات المشروبات حول تقليل أحجام الحصص من المشروبات المحلاة بالسكر لأن أحجام الحصص زادت بشكل كبير على مدى العقود القليلة الماضية.
حاولت بعض الدول تقليل المشروبات السكرية في محاولة لخفض السعرات الحرارية السائلة. فرضت المكسيك ضريبة على المشروبات المحلاة بالسكر (SSBs) في عام 2014. المشروبات التي لم يتم فرض ضرائب عليها تشمل المشروبات التي تحتوي على محليات غير غذائية، الحليب بدون سكر مضاف، والماء. تشارك الحكومات الأخرى في وضع سياسات حول وجبات الغداء المدرسية أو ما يتم تقديمه في مقاصف المدارس فيما يتعلق بالمشروبات. تحاول النشاطات الحكومية في النهاية إبطاء وبائيات البدانة.

### الولايات المتحدة
تم تصنيف المشروبات التالية في الولايات المتحدة على أنها مشروبات محلاة إذا كانت تحتوي على سكر أو محليات أخرى ذات سعرات حرارية: مشروبات الفاكهة أو بنكهة الفاكهة، مشروبات الطاقة، المياه المنكهة، القهوة، الشاي، النبيذ غير الكحولي والبيرة.
في جميع أنحاء الولايات المتحدة، يختلف تناول المشروبات المحلاة بالسكر بناءً على المناطق الجغرافية والخصائص الاجتماعية الديموغرافية. على سبيل المثال، 47.1% من البالغين في ولاية ميسيسيبي يستهلكون مشروبًا محلى بالسكر على الأقل يوميًا.
تم التوصية بضريبة المشروبات السكرية من قبل الأكاديمية الوطنية للطب في عام 2009. اقترحت العديد من الولايات، بما في ذلك فيرمونت، فرض ضرائب على المشروبات المحلاة بالسكر أو زيادة الأسعار لتقليل الاستهلاك.
حملة المدارس الصحية هي مبادرة أطلقتها ميشيل أوباما تهدف إلى تعزيز الإثراء الغذائي من خلال الطعام والتعليم. تشمل المبادرات الوطنية تحت هذا البرنامج الطبخ من أجل التغيير، المدارس الخضراء النظيفة، قيادة ممرضة المدرسة، والتعاون الوطني. نتيجة لذلك، تم استبدال العديد من المشروبات السكرية في المدارس الابتدائية والإعدادية والثانوية بالماء ومشروبات أخرى مغذية.

## قراءة إضافية
- "Building momentum: lessons on implementing a robust sugar sweetened beverage tax" (PDF). World Cancer Research Fund International (بالإنجليزية البريطانية). 2018. Archived (PDF) from the original on 2024-03-01.
- "Reducing consumption of sugar-sweetened beverages to reduce the risk of unhealthy weight gain in adults". World Health Organization (بالإنجليزية البريطانية). 2023.